# Anubisz
Anubisz (görögös névalak; eredeti egyiptomi neve Anpu, Inpu vagy Inepu) az ókori egyiptomi hitvilágban a halál, a mumifikálás és a balzsamozás istene. Ő kíséri a halottakat az alvilágba, óvja és védelmezi őket az oda vezető veszélyes úton, emellett Ozirisz ítélőszékének tagjaként részt vesz a szív súlyának megmérésében. Az ábrázolásokon fekvő sakál vagy vadkutya, illetve sakál- vagy kutyafejű ember alakjában jelenik meg. Különösen nagy tisztelet övezte, hiszen ő más kultúrák halálisteneivel ellentétben jóságos és gondoskodó szerepben tűnik fel.

## Története
Az egyiptomiak hite szerint a halál után az ember a holtak kamrájába kerül. Anubisz az elhunyt túlvilági megítélésénél mint bíró volt jelen, így az istenek bírálójának is nevezték. (A sakál hieroglif jele bírót is jelentett.) Itt Anubisz egy mérlegre helyezi a halott szívét, míg a mérleg másik serpenyőjébe Maatnak, az igazság istennőjének tollát teszi. Ha a szív nehezebbnek bizonyul, mint a toll, akkor Ammut felfalja a szívet.

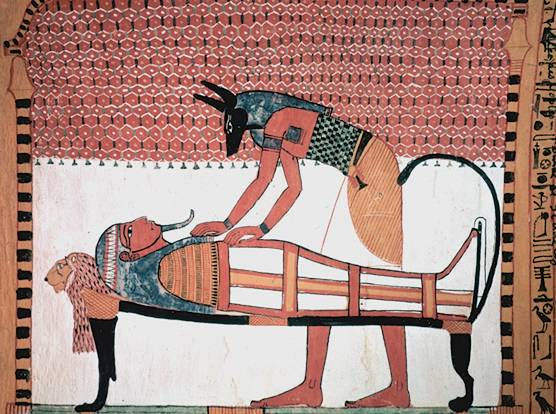
Anubisz múmiakészítés közben (Halottak Könyve)

Anubisz kultusza Kaszában (görögül Künopolisz, azaz 'kutyaváros'), egy 17. nomoszba tartozó városban keletkezett, de nagyon korán elterjedt Egyiptomban. Az Óbirodalom időszakában Anubiszt a holtak istenének tartották, fő jelzői: Henti-Imentiu, vagyis a Nyugatiak (elhunytak) élén álló, Ra-Szetau (a holtak országának) ura, az istenek palotájában élen álló. 
A Piramisszövegek szerint Anubisz a holtak birodalmának főistene volt. Eredetileg a napisten, Ré fia volt, a Koporsószövegekben Heszat vagy Básztet istennő fia, más mítoszokban Széth és Nebethet vagy Ozirisz és Nebethet fiaként szerepel, akit anyja a mocsárban rejtett el, hogy megvédelmezze Széth haragjától. Az isteni gyermeket Ízisz találta meg és nevelte föl. Amikor Ozirisz elhagyta Egyiptomot, hogy tanítását az egész világon elterjessze, Anubisz kísérte el útján. Amikor pedig Széth megölte Oziriszt, Anubisz szervezte meg temetését. Testét szövettel takarta be, ezzel alkotta meg az első múmiát. Ezért tekintették Anubiszt a temetési szertartások teremtőjének. 
Ő tartotta számon a holtak szívét, míg Ozirisz a meghalt fáraót személyesítette meg, akit istenhez hasonlóan feltámasztott. Anubisz feladatai azonban később fokozatosan áthárultak Oziriszre, aki a jelzőit is átvette, Anubisz pedig az Ozirisz-misztériumokhoz kapcsolódó istenek körébe került. Thottal együtt részt vett Ozirisz ítélethozatalában. Anubisz nevével sűrűn találkozunk a halotti irodalomban, abból tudjuk, hogy ő volt az elhunyt testének épségben tartását szolgáló balzsamozásnak, mumifikálásnak az isteni védnöke, sőt egyes elképzelések, ábrázolások szerint ő maga végezte a balzsamozást. Azt tartották róla, hogy ha rátette kezét a múmiára, akkor varázs révén „Ah”-ba, boldog állapotba, lelki világosságba jutott a halott és ennek az érintésnek a következtében új életre kelt. Anubisz helyezte el a sírkamrában a halott körül a Hórusz-fiúkat, és mindegyiknek adott megőrzésre egy kanópuszedényt az elhunyt bebalzsamozott belső testrészeivel. Anubisz szoros kapcsolatban állt a thébai nekropolisszal, amelynek a pecsétjén kilenc fogoly felett lévő sakálként ábrázolták.